# 48. Infanterie-Division (Wehrmacht)
Die 48. Infanterie-Division (ID) war ein militärischer Großverband der deutschen Wehrmacht im Zweiten Weltkrieg.

## Geschichte

### Aufstellung
Ab November 1943 erfolgte die Umgliederung der 171. Reserve-Division in die bodenständige 48. Infanterie-Division, die im Februar 1944 abgeschlossen wurde.

### Atlantikwall
Danach wurde die Division zum Küstenschutz bei Ostende eingesetzt. 

### Verlegung in den Großraum Paris
In der Mitte des Monats August 1944, die alliierte Landung in der Normandie hatte inzwischen am 6. Juni 1944 begonnen, wurde die 48. ID für den Aufbau einer Sicherungslinie mit Teilen der 9. Panzer-Division und der 338. Infanterie-Division in den Raum rund um Paris verlegt. 

### Paris 1944
Während Erhebungen des französischen Widerstands in der Stadt wurden von der Division Einheiten zum Schutz der Brücken über die Seine abgestellt. 

### Lothringen 1944
Nach dem Fall von Paris zog sich die Division nach Lothringen zurück. Ab Mitte September 1944 wurde die 48. ID an der Mosel bei Wasserbillig zum Schutz der Saarmündung eingesetzt. 

### Auffrischung 1944
In den folgenden Gefechten erlitt sie bis Ende Oktober 1944 schwere Verluste und wurde daher zur Auffüllung ins Hinterland verlegt. 

### Auflösung
Mitte November 1944 erging der Auflösungsbefehl vom XII. SS-Armeekorps.

### Verwendung der Divisionsteile
Die Reste der Division wurden in die 559. Volksgrenadier-Division eingegliedert. Die Versorgungseinheiten wurden direkt der 1. Armee unterstellt und der Stab wurde zu anderen Zwecken hinter die Front versetzt. Diese Einheiten wurden im Dezember des Jahres 1944 in die Slowakei verlegt, um die Division neu aufzustellen.

### Kapitulation letzter Teile in Wien
```
Dieser Prozess wurde jedoch nie vollendet, sodass nur noch eine Kampfgruppe in der 
Schlacht um Wien
 zum Einsatz kam.
```

## Kommandeure
| Name            | Rang            | Dienstzeit                              |
| --------------- | --------------- | --------------------------------------- |
| Friedrich Fürst | Generalleutnant | von der Aufstellung bis 1. Februar 1944 |
| Karl Casper     | Generalleutnant | 1. Februar bis Oktober 1944             |
| Gerhard Kegler  | Generalmajor    | Oktober 1944                            |
| Arnold Scholz   | Oberst          | Oktober 1944 bis Mai 1945               |

## Gliederung
| 171. Reserve-Division                                                                            | 48. Infanterie-Division                                                    |
| ------------------------------------------------------------------------------------------------ | -------------------------------------------------------------------------- |
| - Reserve-Grenadier-Regiment 19 - Reserve-Grenadier-Regiment 71 - Reserve-Grenadier-Regiment 216 | - Grenadier-Regiment 126 - Grenadier-Regiment 127 - Grenadier-Regiment 128 |
| - Reserve-Artillerie-Regiment 252                                                                | - Artillerie-Regiment 148                                                  |
| - Reserve-Panzerjäger-Kompanie 1071                                                              | - Panzerjäger-Abteilung 148                                                |
| - Reserve-Pionier-Bataillon 1071                                                                 |                                                                            |
| - Reserve-Radfahr-Schwadron 1071                                                                 |                                                                            |
|                                                                                                  | - Füsilier-Bataillon 148                                                   |
|                                                                                                  | - Feldersatz-Bataillon 148                                                 |
| - Reserve-Nachrichten-Kompanie 1071                                                              | - Infanterie-Divisions-Nachrichten-Abteilung 148                           |
| - Reserve-Divisions-Nachschubtruppen 1071                                                        | - Kommandeur der Infanterie-Divisions-Nachschubtruppen 148                 |